# EUR-Lex

Logo von EUR-Lex

EUR-Lex ist ein Rechtsinformationssystem (also eine Datenbank für rechtliche Inhalte), das einen unmittelbaren und kostenlosen Zugang zu den Rechtsvorschriften der Europäischen Union und anderen als öffentlich eingestuften Dokumenten bietet.

## Geschichte
EUR-Lex wurde im Sommer 1998 in Betrieb genommen und stellt den Zugriff auf das Amtsblatt der Europäischen Union bereit. Das Portal ist aus der Datenbank CELEX hervorgegangen. Die ältesten Dokumente stammen aus dem Jahr 1951.
Die Webseite umfasst mehr als 3 Millionen Dokumente in den 24 Amtssprachen. Sie wird täglich aktualisiert und nach Angaben des für das Angebot zuständigen Amtes für Veröffentlichungen der Europäischen Union pro Jahr mit etwa 12.000 Dokumenten erweitert.
Das Angebot hat mehrere Millionen Nutzer pro Monat. Insgesamt wurden dort im Jahr 2017 (gerundet) 50 Millionen Besuche, 38 Millionen Besucher, 211 Millionen besuchte Seiten und 27 Millionen konsultierte Dokumente verzeichnet. Im Jahr 2016 waren es 39 Millionen Besuche, 29 Millionen Besucher, 203 Millionen besuchte Seiten und 24 Millionen konsultierte Dokumente.

## Inhalte
EUR-Lex ermöglicht den direkten Zugriff auf das Amtsblatt der Europäischen Union und damit auf alle darin veröffentlichten Rechtsetzungsakte (Reihe L), auf Mitteilungen und Bekanntmachungen sowie die Rechtsprechung des Gerichtshofs der Europäischen Union (Reihe C).
Die Inhalte sind außer über die Suchfunktion über die Oberfläche des Portals zugänglich, welche gegliedert ist in: das Amtsblatt, das EU-Recht und damit verbundene Dokumente (einschließlich EFTA-Dokumente, Vorarbeiten, parlamentarische Anfragen des Europäischen Parlaments und internationale Abkommen), Zugriff zum nationalen Recht der Mitgliedstaaten über das Portal N-Lex sowie Nachweise zum Rechtsetzungsverfahren. Insbesondere sind über das Portal auch konsolidierte Fassungen von Rechtsakten abzurufen; sie sind nicht amtlich. Mit EuroVoc ist ein mehrsprachiger Thesaurus zu Begriffen der EU verfügbar, der auch für Übersetzungen bei Suchen eingesetzt werden kann.
Alle Dokumente verfügen über eine CELEX-Nummer und können extern über einen Permalink referenziert werden.
Neben einer Reihe von RSS-Feeds für Standardsuchen können Benutzer, die sich ein Konto auf EUR-Lex einrichten, individuelle Feeds erstellen. In dem Konto kann auch die Sprache der Bedienoberfläche von EUR-Lex ausgewählt werden. Angemeldete Benutzer können Dokumente in ihrem Konto speichern und für ihre Arbeit in eigenen Sammlungen bereithalten.